# Alberto Radi
Pour les articles homonymes, voir Radi.
Alberto Radi, né le 10 décembre 1919 à Trieste et mort le 13 juillet 1989, est un rameur d'aviron italien.

## Palmarès

### Jeux olympiques
- Londres 1948
  -  Médaille d'argent en deux barré[1].